# 석영철 (1964년)
석영철(石永喆, 1964년 2월 22일 ~ )은 대한민국의 제9대 경상남도의원이었다.

## 학력
- 고려대학교 심리학과 졸업
- 창원대학교 행정대학원 고용노동학과 수료

## 경력
- 권영길 국회의원 교육정책특별보좌관
- 민주노총 경남지역본부 제1·2·3대 사무처장
- 민주노동당 경남도당 사무처장
- 민주노동당 경남도당 부위원장
- 경남청년실업극복센터 일자리창출담당 이사
- (사)창원시 흥사단 감사
- (사)창원시 흥사단 사회봉사단장
- 반송동 주민회 고문
- 중앙동 주민회 고문
- 민주노동당 경남도당 창원시 위원회 중소상인살리기운동 본부장
- 창원시 반송동 재향군인회 이사
- 창원시 반송동 바르게 위원회 회원
- 2010.07 ~ 2014.06 제9대 경상남도의회 의원
- 2010.07 ~ 2011.12 제9대 경상남도의회 전반기 예산결산특별위원회 위원
- 2011.12 ~ 2012.07 제9대 경상남도의회 전반기 예산결산특별위원회 부위원장
- 2010.07 ~ 2012.07 제9대 경상남도의회 전반기 기획행정위원회 위원
- 2012.07 ~ 2014.06 제9대 경상남도의회 후반기 경제환경위원회 위원
- 2012.07 ~ 2012.12 제9대 경상남도의회 후반기 예산결산특별위원회 위원장
- 2013.01 ~ 2014.06 제9대 경상남도의회 후반기 예산결산특별위원회 위원
- 경상남도의회 민주개혁연대(교섭단체) 공동대표
- 반송공원 둘레길 걷기 준비위원회 고문
- 반송청년회 고문
- 창원기계공고 산학협동위원회 위원
- 경남교육포럼 이사
- 창원흥사단 평의원
- 늘푸른 삼천 이사
- 겨레하나되기 경남운동본부 자문위원
- 민주평화통일자문회의 자문위원
- 마창진환경운동연합 회원
- 생활체육 창원시 탁구연합회 고문
- 장애인인권포럼 자문위원
- 경남장애청소년문화교육센터 이사
- 경남장애인문화센터 고문
- 느티나무경남장애인부모회 나눔곳간 운영위원
- 굿네이버스 창원좋은이웃지역아동센터 운영위원
- 경남다문화어린이도서관 운영위원
- 창원도서관운영위원회 운영위원
- 고려대학교 창원시 운영위원
- 고려대학교 경남교우회 운영위원
- 2011년 대한민국 인재상 추천 경상남도심사위원
- 경상남도 공직자윤리위원회 위원
- 경상남도 습지보전위원회 위원
- 경남도청 및 공공기관 이전반대 창원시민대책위원회 자문위원
- 홍준표 주민소환운동본부 공동집행위원장
- 하나됨을 위한 늘푸른 삼천 이사
- 경남농아인협회 창원지부 고문
- 경남농아인협회 창원지부 후원회장
- 천주교 마산교구 민족화해위원회 운영위원
- 창원여성회 자문위원
- 경남진보연합 공동대표
- 창원다문화어린이도서관 "모두" 운영위원
- 반송동 자율방범대 자문위원
- 창원시 성산구 종합사회복지관 운영위원장
- 창원한겨레두레협동조합 이사장
- 늘푸른지역아동센터 운영위원장
- (사)평화철도 자문위원
- 민중당 경남도당 위원장
- 6·15 남북공동선언 경남 본부
- 적폐청산 경남운동본부 공동대표

## 수상
- 2011 ~ 2012 경남장애인정책우수의원상 수상
- 2011 ~ 2013 환경운동연합 녹색의원상 수상
- 2012 경남도청공무원 베스트의원
- 2012 ~ 2013 경남도의회 의원·기자가 뽑은 으뜸 도의원

## 역대 선거 결과
|  | 52.21% |

|  | 47.89% |

|  | 1.73% |

|  | 1.01% |

|  | 15.09% |